# Eucera matalae
Eucera matalae là một loài Hymenoptera trong họ Apidae. Loài này được Tkalcu mô tả khoa học năm 2003.